# Arabis verna
Arabis verna är en korsblommig växtart som först beskrevs av Carl von Linné, och fick sitt nu gällande namn av William Townsend Aiton. Arabis verna ingår i släktet travar, och familjen korsblommiga växter. Inga underarter finns listade i Catalogue of Life.
Blomman är blek-lila.